# Stiv Vaj
Stiven Siro Vaj (engl. Steven Siro Vai; Karli Plejs, 6. jun 1960), poznatiji kao Stiv Vaj (engl. Steve Vai), američki je gitarista, kompozitor i muzički producent.
Kao mladić, Vaj je pokazao interesovanje za rok muzičare poput Džimija Hendriksa i Alisa Kupera, te grupama Kvin, Krim i Led zepelin, što je uticalo na njegovu ranu gitarsku karijeru. Prvi put je uzeo gitaru u ruke kada ga je jedan prijatelj pozvao da se udruže i tako podele troškove lekcije iz gitare koja je koštala 5 dolara.
Vaj je otišao u grad i kupio jeftinu akustičnu gitaru sa kojom je počeo da ide na časove kod učitelja svoga prijatelja Džoa Satrijanija. Pre nego što se upisao na Muzički koledž „Berkli“, često je nastupao zajedno sa svojim učiteljem i svirao u brojnim lokalnim bendovima. Osim Satrijanija, na njega su uticali i mnogi drugi gitaristi.